# Pontorson
Pontorson je francouzská obec v departementu Manche v regionu Normandie. V roce 2011 zde žilo 4 138 obyvatel. Je centrem kantonu Pontorson.

## Vývoj počtu obyvatel
Počet obyvatel 